# Jacek Wasilewski (1929–2006)
Jacek Wasilewski (ur. 7 sierpnia 1929, zm. 25 września 2006 w Warszawie) – polski adwokat i działacz sportowy, związany zwłaszcza z boksem.

## Życiorys
Prezes Polskiego Związku Bokserskiego (przez trzy kadencje), członek Komisji Prawnej Światowej Federacji Boksu Amatorskiego (AIBA), wiceprezes Polskiego Komitetu Olimpijskiego oraz honorowy prezes PZB.
Jego syn, Andrzej Wasilewski, także został prawnikiem i zaangażował się w boks zawodowy, będąc m.in. szefem grupy Hammer KnockOut Promotions.